# Pekalongan
Pekalongan ist eine autonome Stadt an der nördlichen Küste der Insel Java in der Provinz Zentraljava. Der Name „Pekalongan“ kommt vom Wort Kalong (javanische Sprache: Fledermäuse). Man bezeichnet die Stadt als Kota Batik (Batik-Stadt), da sie sehr bekannt für Batik-Kunst ist.

## Geografie
Kota Pekalongan ist von den sechs autonomen Munizipien der Provinz in Hinblick auf die Bevölkerung die drittgrößte und erstreckt sich zwischen 6°50′42″ und 6°55′44″ s. Br. sowie zwischen 109°37′55″ und 109°42′10″ ö. L. Im Westen und Südwesten hat sie den gleichnamigen Kabupaten und im Osten und Südosten den Kabupaten Batang zum Nachbar. Schließlich bildet im Norden (Kec. Pekalong Utara) eine ca. sieben Kilometer lange Küstenlinie zur Javasee ein enatürliche Grenze.

## Verwaltungsgliederung
Die verwaltungstechnisch einer Provinz gleichgestellte Stadt wird administrativ in vier (Kecamatan) unterteilt, die nach Himmelsrichtungen benannt sind. Eine weitere Unterteilung erfolgt in 27 Kelurahan (Dörfer urbanen Charakters). 

Karte der 27 Kelurahan

| Code 1   | Kecamatan Distrikt    | Ibu Kota Verwaltungssitz | Fläche (km²) | Einwohner Census 2010 2 | Volkszählung 2020 | Volkszählung 2020 | Volkszählung 2020 | Anzahl der Kelurahan 6 |
| Code 1   | Kecamatan Distrikt    | Ibu Kota Verwaltungssitz | Fläche (km²) | Einwohner Census 2010 2 | Einwohner 3       | 0Dichte 40        | Sex Ratio 5       | Anzahl der Kelurahan 6 |
| -------- | --------------------- | ------------------------ | ------------ | ----------------------- | ----------------- | ----------------- | ----------------- | ---------------------- |
| 33.75.01 | Pekalongan Barat      | Tirto                    | 10,05        | 88.732                  | 95.829            | 9.535,2           | 101,7             | 7                      |
| 33.75.02 | Pekalongan Timur      | Poncol                   | 9,52         | 62.611                  | 68.750            | 7.221,6           | 100,8             | 7                      |
| 33.75.03 | Pekalongan Utara      | Panjang Wetan            | 14,88        | 75.022                  | 78.395            | 5.268,5           | 102,8             | 7                      |
| 33.75.04 | Pekalongan Selatan000 | Kuripan Yosoreo          | 10,80        | 55.069                  | 65.176            | 6.034,8           | 103,0             | 6                      |
| 33.75    | Kota Pekalongan       | Kota Pekalongan          | 45,25        | 281.434                 | 307.150           | 6.787,9           | 102,1             | 27                     |

## Demographie
Zur Volkszählung im September 2020 lebten in Kota Pakalong 307.150 Menschen, davon 152.202 Frauen (49,55 %) und 155.145 Männer (50,51 %). Gegenüber dem letzten Census (2010) sank der Frauenanteil um 0,54 Prozent. 70,79 % (217.445) gehörten 2020 zur erwerbsfähigen Bevölkerung; 23,76 % waren Kinder und 5,44 % im Rentenalter (ab 65 Jahren).
Ende 2021 bekannten sich 96,56 Prozent der Einwohner zum Islam, Christen waren 2,96 % (5.644 ev.-luth. / 3.738 röm.-kath.), 0,43 % waren Buddhisten.

### Bevölkerungsentwicklung
| Datum          | Fläche (km²) | Einwohner  | Einwohner  | Einwohner  | Bevölke- rungsdichte (Einw. je km²) | Sex Ratio (Männer pro 100 Frauen) |
| Datum          | Fläche (km²) | 00Männer00 | 00Frauen00 | 00gesamt00 | Bevölke- rungsdichte (Einw. je km²) | Sex Ratio (Männer pro 100 Frauen) |
| -------------- | ------------ | ---------- | ---------- | ---------- | ----------------------------------- | --------------------------------- |
| 0031.12.202000 | 45,00        | 159.136    | 156.082    | 315.218    | 7.005,00                            | 101,96                            |
| 30.06.2021     | 45,25        | 158.210    | 155.155    | 313.365    | 6.925,19                            | 101,97                            |
| 31.12.2021     | 46,20        | 159.843    | 156.373    | 316.216    | 6.94450                             | 102,22                            |
| 30.06.2022     | 46,20        | 160.245    | 156.553    | 316.798    | 6.857,10                            | 102,36                            |

| SP/SUPAS        | 1971       | 1980       | 1990       | 1995       | 2000       | 2005       | 2010       | 2015       | 2020       |
| --------------- | ---------- | ---------- | ---------- | ---------- | ---------- | ---------- | ---------- | ---------- | ---------- |
| Kota Pekalongan | 111.537    | 132.558    | 242.874    | 320.789    | 263.190    | 269177     | 281.434    | 296168     | 307.150    |
| Anteil %        | 0,51 %     | 0,52 %     | 0,85 %     | 1,03 %     | 0,89 %     | 0,83 %     | 0,77 %     | 0,88 %     | 0,84 %     |
| Jawa Tengah     | 21.877.081 | 25.372.889 | 28.521.692 | 31.223.258 | 29.653.266 | 32.382.657 | 36.516.035 | 33.753.023 | 36.742.501 |

- Bevölkerungsentwicklung der Kota Pekalongan von 1971 bis 2020
- Ergebnisse der Volkszählungen Nr. 3 bis 8 – Sensus Penduduk (SP)
- Ergebnisse von drei intercensalen Bevölkerungsübersichten (1995, 2005, 2015) – Survei Penduduk Antar Sensus (SUPAS)[8]

## Klima
|                        | Jan  | Feb  | Mär  | Apr  | Mai  | Jun  | Jul  | Aug  | Sep  | Okt  | Nov  | Dez  |   |      |
| Mittl. Temperatur (°C) | 25,5 | 25,8 | 26,5 | 27   | 27,1 | 26,7 | 26,5 | 26,5 | 27,1 | 27,3 | 26,9 | 26,2 | ⌀ | 26,6 |
| Mittl. Tagesmax. (°C)  | 29,4 | 29,7 | 30,6 | 31,3 | 31,5 | 31,6 | 31,8 | 32   | 32,6 | 32,5 | 31,5 | 30,5 | ⌀ | 31,3 |
| Mittl. Tagesmin. (°C)  | 21,7 | 21,9 | 22,4 | 22,7 | 22,7 | 21,8 | 21,2 | 21   | 21,6 | 22,1 | 22,3 | 22   | ⌀ | 21,9 |
|                        |      |      |      |      |      |      |      |      |      |      |      |      |   |      |
| Niederschlag (mm)      | 597  | 408  | 283  | 151  | 144  | 84   | 93   | 87   | 80   | 104  | 147  | 295  | Σ | 2473 |

| 21,7 |

| 21,9 |

| 22,4 |

| 22,7 |

| 22,7 |

| 21,8 |

| 21,2 |

| 21 |

| 21,6 |

| 22,1 |

| 22,3 |

| 22 |

| 21,7 |

| 21,9 |

| 22,4 |

| 22,7 |

| 22,7 |

| 21,8 |

| 21,2 |

| 21 |

| 21,6 |

| 22,1 |

| 22,3 |

| 22 |